# Tenzijska glavobolja
Tenzijska glavobolja je najčešći tip glavobolje, smatra se da čini čak 90 posto svih glavobolja i gotovo svatko je ima barem jednom u životu.  Osjeća se kao pritiskanje ili stezanje na sljepoočnicama, licu, čelu, stražnjem dijelu glave ili vratu, a može trajati satima ili danima.  Najčešće se javlja u ranoj odrasloj dobi, a osim ako je posljedica nekog težeg stanja, nije opasna.
Tenzijske glavobolje mogu biti epizodičke ili kronične.  Epizodičke su definirane kao glavobolje koje se pojavljuju manje od 15 dana mjesečno dok su kronične prisutne 15 ili više dana tijekom najmanje 6 mjeseci.  Tipična glavobolja traje 4 do 6 sati iako mogu biti znatno dulje, po nekoliko dana ili čak mjeseci.  
Bol kod ovog tipa glavobolje je opisana kao konstantni pritisak na glavu i osjećaj kao da se ona gnječi.  Često je prisutna s obje strane glave ili na više mjesta pri čemu se pojavljuje osjećaj kao da oko glave postoji obruč koji se steže.  Bol je najčešće blaga ili umjerena, a ponekad je i teška; uglavnom je intenzivnija u jutarnjim i večernjim satima. Kod epizodičke glavobolje bol se može ublažiti analgeticima, ali kod kronične je potreban drugačiji tretman jer je prekomjerna konzumacija lijekova izaziva drugu vrstu glavobolje.
Epizodičke glavobolje se pojavljuju kod nepravilnog držanja, naprezanja očiju, gladi, problema sa zubima, nedostatka sna i umora, te psiholoških stanja kao što su depresija, tjeskoba i stres. Kod kroničnih se radi o nekim drugim uzrocima koji nisu sasvim poznati.  Vjerovalo se da je to mišićna napetost oko glave i vrata, ali novija istraživanja ne idu u prilog toj teoriji.  Neki znanstvenici smatraju da i ne postoji samo jedan uzrok ovog tipa glavobolje.  Nova istraživanja pokazuju da bolesnici možda imaju poremećen centar za bol koji obične podražaje iz mišića interpretira kao bolne; u prilog ovome ide činjenica da se tenzijska glavobolja može uspješno liječiti antidepresivima.  

## Uzroci
Različiti predisponirajući čimbenici mogu uzrokovati napetosti tipa glavobolje kod osjetljivih osoba: 
Stres – obično se javlja u poslijepodnevnim satima, nakon dugog stresnog radnog vremena ili nakon ispita
Nedostatak sna
Neudoban položaj i / ili loše držanje
Nepravilna vremena obroka (glad)
Naprezanje očiju
Polovica bolesnika s napetosti tipa glavobolje identificira stres ili glad kao čimbenik koji prethodi glavobolji
Glavobolje tipa napetosti mogu biti prouzročene napetošću mišića oko glave i vrata. Jedna od teorija kaže da je glavni uzrok napetosti tipa glavobolje i migrene škripanje zubima, što uzrokuje kroničnu kontrakciju temporalnog mišića.
Druga teorija je da bol može pruzročiti neispravan filtar za bol koji se nalazi u mozgu. Smatra se da mozak krivo tumači informacije – primjerice iz temporalnog mišića ili drugih mišića – i tumači taj signal kao bol. Jedan od glavnih neurotransmitera koji je vjerojatno uključen je serotonin. Dokaz za tu teoriju proizlazi iz činjenice da se kronična glavobolja tenzijskog tipa može se uspješno liječiti određenim antidepresivima kao što je amitriptilin. Međutim, analgetički učinak amitriptilin kod kroničnih glavobolja tenzijskog tipa nije samo u inhibiciji ponovnog preuzimanja serotonina, nego su vjerojatno uključeni i drugi mehanizmi. Nedavne studije mehanizma djelovanja dušikova monoksida (NO), ukazuju da može igrati važnu ulogu u patofiziologiji kroničnih tenzijskih glavobolja. Senzibilizacija putova prijenosa boli može biti uzrokovana ili povezana s aktiviranjem sintaze dušičnog oksida (NOS) i stvaranjem NO. Bolesnici s kroničnom tenzijskom glavoboljom imaju povećanu mišićnu i kožnu osjetljivost na bol, što se vidi niskim mehaničkim, toplinskim i električnim pragovima boli. Vjeruje se da je hiperosjetljivost središnjih nociceptivnih neurona (u trigeminalnoj spinalnoj jezgri, talamusu, i moždanoj kori) uključena u patofiziologiju kroničnog tenzijske glavobolje. Nedavni dokazi za generaliziranu povećanu osjetljivost na bol ili hiperalgezije u kroničnih tenzijskih glavobolja snažno ukazuju na to da postoji abnormalna obrada boli u središnjem živčanom sustavu kod kroničnih tenzijskih glavobolja, a disfunkcija inhibitornih sustava boli može igrati ulogu u patofiziologiji kroničnog tenzijskog tipa glavobolje.

## Vanjske poveznice
Tenzijska glavobolja  Arhivirana inačica izvorne stranice od 5. veljače 2007. (Wayback Machine)
|  | Molimo pročitajte upozorenje o korištenju medicinskih informacija. Ne provodite liječenje bez savjetovanja s liječnikom! |